# Zmienna wbudowana
Zmienna wbudowana (predefiniowana) – zmienna dostępna w określonym języku programowania, jego implementacji, lub systemie komputerowym, która może zostać użyta w kodzie źródłowym, bez jej jawnej deklaracji, z uwzględnieniem zdefiniowanych zasad jej użycia i przeznaczeniu.
Zmienne tego rodzaju są udostępniane w różnych klasach aplikacji komputerowych i nie muszą być związane z określonym językiem programowania. Predefiniowane zmienne udostępniane są w:
- językach programowania
- konkretnych implantacjach danego języka
- systemach operacyjnych lub maszynach wirtualnych
- aplikacjach.

Udostępnianie takich zmiennych ma najczęściej na celu udostępnienia programiście dostępu do określonych zasobów systemu komputerowego, definiowania określonych ustawień systemu lub aplikacji, a także wymiany informacji pomiędzy aplikacjami oraz pomiędzy aplikacjami a systemem.
Przykładowe zmienne predefiniowane
| język/system     | zmienne predefiniowane                                | typ                           | opis                                         |
| ---------------- | ----------------------------------------------------- | ----------------------------- | -------------------------------------------- |
| AWK              | ARGC, ARGV, ARGIND, ENVIRON itd.                      |                               | zmienne środowiskowe i inne                  |
| PL/M             | OUTPUT                                                | (256) BYTE                    | dostęp do portów wyjścia proc. 8080          |
| PL/M             | MEMORY                                                | () BYTE                       | dostęp do pamięci jako tablicy bajtów        |
| PL/M             | STACKPTR                                              | ADDRESS                       | wskaźnik stosu                               |
| Turbo Pascal     | Mem, (MemW, MemL)                                     | array of Byte (Word, LongInt) | dostęp do pamięci operacyjnej                |
| Turbo Pascal     | Port (PortW)                                          | array of Byte (Word)          | dostęp do portów                             |
| Programy wsadowe | %CD%, %CMDCMDLINE%, %TIME%, %DATE%. %ERRORLEVEL% itd. |                               | dynamiczne zmienne środowiskowe              |
| Pascal           | input, output                                         | file                          | we-wy tekstowe                               |
| Snobol4          | INPUT, OUTPUT, PUNCH, TERMINAL                        |                               | we-wy                                        |
| Snobol4          | END, FRETURN, NRETURN, RETURN, CONTINUE, BREAK        |                               | etykiety systemowe                           |
| Snobol4          | &ANCHOR, &ERRTEXT, &ERRTYPE, &FTRACE, &FULLSCAN itd.  |                               | zmienne systemowe, ustawień i obsługi błędów |
| Wiki             | {{CURRENTDAY}} i inne                                 |                               | czas                                         |
| Wiki             | {{LOCALDAY}} i inne                                   |                               | czas lokalny                                 |
| Wiki             | {{CURRENTVERSION}} i inne                             |                               | statystyki                                   |
| Wiki             | {{PAGENAME}} i inne                                   |                               | nazwy stron i informacje                     |